# Pina Suriano
Giuseppina Suriano, meglio nota come Pina Suriano (Partinico, 18 febbraio 1915 – Partinico, 19 maggio 1950), è stata una giovane siciliana di fede cattolica, famosa principalmente per il supporto svolto nei confronti della comunità diocesana della sua città, Partinico, attraverso la funzione di catechista e guida all'interno dell'Azione Cattolica. È stata beatificata nel 2004 da papa Giovanni Paolo II.

## Biografia
Nel 1922 ricevette i sacramenti della Confessione, della Prima Comunione e della Cresima, e cominciò a frequentare l'Azione Cattolica, divenendo poi una delle maggiori responsabili del suo gruppo.
Decisa a seguire la strada religiosa, fece voto di castità il 29 aprile del 1932, rifiutando così tutte le proposte matrimoniali che le erano state indirizzate e scatenando però su di lei le ire della madre che non solo la umiliò in pubblico (arrivando perfino a trascinarla fuori dalla parrocchia tirandole i capelli), ma la rinchiuse all'interno della sua camera per non permetterle di seguire le funzioni religiose. La giovane vide una temporanea quiescenza della sua ansia religiosa nell'adesione al "Cenacolo", una sorta di istituto secolare che raggruppava diverse fanciulle che come Pina volevano seguire la vita religiosa pur senza poterlo fare.
Svanito questo progetto, decise di offrire la sua vita come sacrificio per la salvezza dei sacerdoti. Nel marzo del 1948 cominciò ad accusare i sintomi dell'artrite reumatoide che dopo solo due anni l'avrebbe portata alla morte. Pina Suriano morì infatti a causa di un infarto provocato dalla patologia cronica il 19 maggio del 1950.
La spiritualità della Suriano si alimentava con la preghiera, i sacrifici e la pratica quotidiana della messa, della comunione e della meditazione della Parola di Dio.

## Culto
Il 18 maggio 1969 avvenne la traslazione del corpo dal cimitero alla parrocchia del Sacro Cuore in Partinico, poi Santuario Beata Pina Suriano, dove le sue spoglie sono definitivamente conservate; l'avambraccio e la mano destra, incorrotti, sono custoditi in un reliquiario separato.
Il 18 febbraio 1989 fu proclamata Venerabile e il 5 settembre 2004 fu beatificata da Giovanni Paolo II a Loreto. La beatificazione è stata resa possibile grazie al riconoscimento, da parte della Chiesa cattolica, del miracolo ottenuto per sua intercessione dalla diciottenne Isabella Mannone di Marsala, salvatasi dalla scossa di corrente elettrica causata dalla caduta in acqua dell'asciugacapelli mentre era immersa nella vasca da bagno.